# Туригіно (Ленінградська область)
Туригіно (рос. Турыгино) — присілок у Лодєйнопольському районі Ленінградської області Російської Федерації.
Населення становить 7 осіб. Належить до муніципального утворення Доможировське сільське поселення.

## Історія
Згідно із законом від 20 вересня 2004 року № 63-оз належить до муніципального утворення Доможировське сільське поселення.

## Населення
| 1879 | 1905 | 1997 | 2007 | 2010 | 2014 |
| ---- | ---- | ---- | ---- | ---- | ---- |
| 96   | ↘75  | ↘14  | ↘11  | ↘10  | ↘7   |